# Patrick Vogel (Sänger)
Patrick Vogel (* 1982 in Berlin) ist ein deutscher Opernsänger im Stimmfach Tenor.

## Leben und Wirken
Vogel studierte Gesang an der Hochschule für Musik Hanns Eisler Berlin, u. a. bei Snezana Brzakovic, Roman Trekel und Julia Varady. Meisterkurse besuchte er bei Dietrich Fischer-Dieskau und Brigitte Fassbaender. 2005 gab er sein Debüt an der Berliner Staatsoper als 3. Knappe in Parsifal, es folgten dort weitere kleine Rollen. 2009 wurde er Mitglied des Opernstudios Zürich und wirkte in zahlreichen Produktionen am Opernhaus Zürich. 2012 wechselte er als lyrischer Tenor an das Stadttheater Klagenfurt.
Von 2015 bis 2021 war Vogel festes Ensemblemitglied an der Oper Leipzig, wo er unter anderem als Erik in Der fliegende Holländer, Alfredo in La traviata, Tamino in Die Zauberflöte, Prinz in Rusalka, Narraboth in Salome oder Graf Elemer in Arabella und Hans in Die verkaufte Braut zu hören war. Gastspiele führten ihn u. a. an die Semperoper Dresden (zum Beispiel als Walther von der Vogelweide in Tannhäuser, Gastone in La traviata),  an die Bayerische Staatsoper (als Jonas in Hiob von Erich Zeisl), an das Staatstheater Braunschweig und an das Teatro Carlo Felice in Genua (als Don Ottavio in Don Giovanni und Narraboth in Salome).
Bei den Salzburger Festspielen war er 2016 in der Rolle des Tanzmeisters in Manon Lescaut an der Seite von Anna Netrebko in der Titelrolle zu hören. 2019 gab er bei den Salzburger Osterfestspielen sein Debüt als Eisslinger in Die Meistersinger von Nürnberg unter der Leitung von Christian Thielemann.
Am Mailänder Teatro alla Scala verkörperte er den 3. Juden in Salome bei der Premiere im Jahr 2021 unter der Leitung von Riccardo Chailly und mehreren weiteren Vorstellungen. Bei der vielbeachteten Aufführung der von Herzog Ernst II. komponierten Oper Santa Chiara übernahm er 2022 am Staatstheater Meinigen die Rolle des Victor de St. Auban.
Als Konzertsänger zählt zu seinem Repertoire unter anderem die Rolle des Evangelisten in Bachs Matthäus-Passion, die Tenorpartien in Verdis Messa da Requiem, Stabat Mater von Dvořák uns Mahlers Lied von der Erde (Hamburgische Staatsoper) Mit der Matthäus-Passion gab er unter der Leitung von Helmuth Rilling Konzerte in Südamerika, unter anderem am Teatro del Lago Frutillar. Er konzertierte weiters im Konzerthaus Berlin, in der Hamburger Laeiszhalle, am Nationaltheater Mannheim, am Taiwan National Theater in Taipeh (als Tamino) sowie bei verschiedenen Festivals wie dem Festival Klosterneudorf, dem Verbier Festival oder dem Tokyo Spring Festival.

## Opernrepertoire (Auswahl)
- Berg: Der Maler in Lulu
- Britten: Lysander in Ein Sommernachtstraum
- Britten: Edward Fairfax Vere in Billy Budd
- Donizetti: Lord Arturo Bucklaw in Lucia di Lammermoor
- Dvořák: Prinz in Rusalka
- Ernst II. Herzog von Sachsen-Coburg und Gotha: Victor de St. Auban in Santa Chiara
- Kálmán: Edwin in Die Csárdásfürstin
- Monteverdi: Odysseus Die Heimkehr des Odysseus
- Mozart: Don Ottavio in Don Giovanni
- Mozart: Tamino in Die Zauberflöte
- Nicolai: Fenton in Die lustigen Weiber von Windsor
- Nielsen: Leander in Maskarade
- Prokofjew: Truffaldino in Die Liebe zu den drei Orangen
- Puccini: Tanzmeister und Laternenwärter in Manon Lescaut
- Puccini: Marschall Pang in Turandot
- Puccini: Nick in La fanciulla del West
- Ronnefeld: Ping Schma Fu in Nachtausgabe
- Rossini: Mainfroy in Le comte Ory
- Smetana: Hans in Die verkaufte Braut
- Johann Strauss: Alfred in Die Fledermaus
- Richard Strauss: Valzacchiin  Der Rosenkavalier
- Strauss: Graf Elemer in Arabella
- Strauss: Narraboth in Salome
- Strauss: Flamand in Capriccio
- Strauss: Swe Offiizier in Ariadne auf Naxos
- Verdi: Alfredo und Gastone in La traviata
- Verdi: Malcolm in Macbeth
- Wagner: Walther von der Vogelweide in Tannhäuser
- Wagner: Ulrich Eißlinger und Balthasar Zorn in Die Meistersinger von Nürnberg
- Wagner: Gunther in Die Feen
- Weber: Kilian in Der Freischütz
- Zeisl: Jonas in Hiob

Quellen: 

## Diskografie
CD
- Frohlocke nun! Berliner Weihnachtsmusiken zwischen Barock und Romantik. Mit Dennis Chmelensky, Olivia Vermeulen, Jan Kobow, Matthias Vieweg, Staats- und Domchor Berlin, Lautten Compagney, Dirigent: Kai-Uwe Jirka (Deutschlandradio Kultur / Carus Verlag; 2009)
- Antonio Salieri:  La scuola de’ gelosi. Mit Patrick Vogel als Tenente und u. a. Emiliano d’Aguanno, Francesca Mazzulli Lombardi, Federico Sacchi, Roberta Mameli, Florian Götz, Ensemble L’arte del mondo, Dirigent: Werner Ehrhardt (Deutsche Harmonia Mundi; 2015) Weltersteinspielung der Oper[21]
- Puccini: Manon Lescaut. Mit Anna Netrebko; Yusif Eyvazov; Armando Pina; Konzertvereinigung Wiener Staatsopernchor; Münchner Rundfunkorchester, Dirigent: Marco Armiliato (Deutsche Grammophon; 2016)
- The World of Dido. Werke von u. a. Henry Purcell (Dido und Aeneas) Thomas Murley, William Byrd. Mit Doerthe Maria Sandmann, Marie Luise Werneburg, Natalia Farhi, Aliénor Borges, Univocale Kammerchor und Orchester, Dirigent: Christoph Dominik Ostendorf (Housemaster Records; 2018)
- Franz Berwald: Septet B flat major (1828), Serenade (1825), Piano Quartet E Flat major. Mit „franz ensemble“ (MDG; 2019)
- Richard Wagner: Die Meistersinger von Nürnberg. Mit Patrick Vogel als Ulrich Eißlinger und Staatskapelle Dresden, Dirigent: Christian Thielemann, Sächsischer Staatsopernchor Dresden, Bachchor Salzburg (Unitel/Profil; 2020)

DVD
- Gioachino Rossini: Le comte Ory. Mit u. a. Javier Camarena, Cecilia Bartoli, Patrick Vogel als Mainfroy, Dirigent: Tang Muhai, Live-Mitschnitt aus der Oper Zürich (Decca Records; 2012)